# OFDM

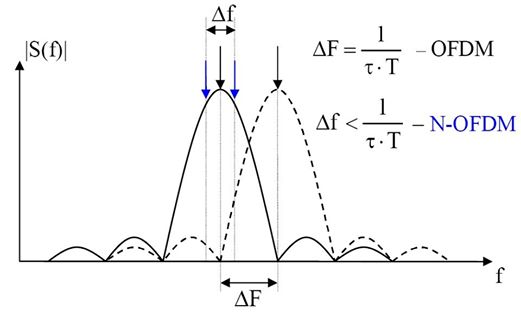
Распределение поднесущих OFDM сигналов относительно амплитудно-частотных характеристик фильтров БПФ (быстрого преобразования Фурье)

OFDM (англ. Orthogonal frequency-division multiplexing — мультиплексирование с ортогональным частотным разделением каналов) — технология цифровой модуляции с использованием большого количества близко расположенных ортогональных поднесущих (мультиплексирование). 
Каждая поднесущая модулируется одним из возможных методов (например, квадратурная амплитудная модуляция) на низкой символьной скорости, позволяя достигать близкую к теоретическому пределу суммарную скорость передачи данных, как и у других способов модуляции одной несущей в той же полосе пропускания. На практике сигналы OFDM получаются применением обратного БПФ (Быстрое преобразование Фурье).

## Принцип размещения поднесущих
OFDM сигнал формируется {\displaystyle N} гармоническими поднесущими, которые разнесены по частоте на равные интервалы {\displaystyle \Delta f} (в этом случае речь идёт об эквидистантном размещении поднесущих).
При таком размещении частот занимаемая OFDM сигналом полная полоса частот {\displaystyle \Delta F} делится на {\displaystyle N} подканалов, ширина которых {\displaystyle \Delta f=1/T_{s}}, где {\displaystyle T_{s}} — длительность сигнальной выборки, над которой выполняется операция быстрого преобразования Фурье (символьный интервал).
Таким образом, если записать выражение для частотного интервала между поднесущими в виде {\displaystyle \Delta f=\alpha /T_{s}}, то случай {\displaystyle \alpha =1} будет соответствовать OFDM.
Общая полоса частот, которую занимают N ортогональных частотных подканалов OFDM, описывается выражением: {\displaystyle \Delta F=N/T_{s}}.

## Преимущества
Основным преимуществом OFDM по сравнению со схемой с одной несущей является её способность противостоять сложным условиям в канале. Например, бороться с затуханием в области ВЧ в длинных медных проводниках, узкополосными помехами и частотно-избирательным затуханием, вызванным многолучевым характером распространения, без использования сложных фильтров-эквалайзеров. Канальная эквализация упрощается вследствие того, что OFDM сигнал может рассматриваться как множество медленно модулируемых узкополосных сигналов, а не как один быстро модулируемый широкополосный сигнал. Низкая символьная скорость делает возможным использование защитного интервала между символами, что позволяет справляться с временным рассеянием и устранять межсимвольную интерференцию (МСИ).

## Недостатки OFDM
Условие ортогональности поднесущих помимо указанных преимуществ обусловливает и ряд недостатков метода OFDM:
- ограниченная спектральная эффективность при использовании относительно широкой полосы частот;
- невозможность манёвра частотой поднесущих для отстройки от сосредоточенных по спектру помех;
- чувствительность к доплеровскому смещению частоты, что снижает возможности реализации высокоскоростной связи с движущимися объектами.

## Передатчик
Сигнал OFDM — сумма нескольких ортогональных поднесущих, на каждой из которых передаваемые на основной частоте данные независимо модулируются с помощью одного из типов модуляции (BPSK, QPSK, 8-PSK, QAM и др.). Далее этим суммарным сигналом модулируется радиочастота.
{\displaystyle s[n]} — это последовательный поток двоичных цифр. Перед обратным быстрым преобразованием Фурье (FFT) этот поток преобразуется сначала в N параллельных потоков, после чего каждый из них отображается в поток символов с помощью процедуры фазовой (BPSK, QPSK, 8-PSK) или амплитудно-фазовой квадратурной модуляции (QAM). При использовании модуляции BPSK получается поток двоичных чисел (1 и −1), при QPSK, 8-PSK, QAM — поток комплексных чисел. Так как потоки независимы, то способ модуляции и, следовательно, количество бит на символ в каждом потоке могут быть разными. Следовательно, разные потоки могут иметь разную битовую скорость. Например, пропускная способность линии 2400 бод (символов в секунду), и первый поток работает с QPSK (2 бита на символ) и передает 4800 бит/с, а другой работает с QAM-16 (4 бита на символ) и передает 9600 бит/с.
Обратное FFT считается для N одновременно поступающих символов, создавая такое же множество комплексных (двухмерных) отсчетов в развёртке по времени (time-domain samples). Далее ЦАП (DAC) преобразуют в аналоговый вид раздельно ортогональные информационные компоненты, модулирующие, соответственно, несущие косинусоиду и синусоиду. Отмодулированные ортогональные несущие суммируются и дают передаваемый сигнал s(t).

## Приёмник
Приемник принимает сигнал r(t) , выделяет из него косинусную (cos) и синусную (sin) квадратурные составляющие с помощью умножения r(t) на {\displaystyle \cos(2\pi f_{c}t)} и — {\displaystyle \sin(2\pi f_{c}t)} и фильтров нижних частот, которые отфильтровывают колебания в полосе вокруг {\displaystyle 2f_{c}}. Получившиеся сигналы далее оцифровываются с помощью аналого-цифровых преобразователей (ADC), подвергаются прямому быстрому преобразованию Фурье (FFT). Получается сигнал в частотной области.
Теперь есть N параллельных потоков, каждый из которых преобразуется в двоичную последовательность с помощью заданного алгоритма фазовой модуляции (при использовании в передатчике BPSK, QPSK, 8-PSK) или амплитудно-фазовой квадратурной модуляции (при использовании в передатчике QAM). В идеале получается поток битов, равным потоку, который передал передатчик.

## Применение

### Проводная связь
- ADSL и VDSL
- DVB-C2, улучшенная версия цифрового кабельного телевидения стандарта DVB-C
- PLC HomePlug AV, передача данных по линиям электропередач

### Беспроводная связь
- беспроводные системы связи стандарты IEEE 802.11 и HIPERLAN/2;
- наземные системы цифрового телевидения DVB-T, DVB-T2 и ISDB-T;
- наземные системы мобильного телевидения DVB-H, DVB-T2, T-DMB, ISDB-T и MediaFLO;
- система цифрового радиовещания DRM;
- беспроводные системы связи стандарта Flash-OFDM;
- беспроводные системы связи стандарта LTE;
- беспроводные системы связи стандарта IEEE 802.16 (WiMAX);
- беспроводные системы связи стандарта IEEE 802.20, IEEE 802.16e (Mobile WiMAX) and WiBro;
- беспроводные системы связи стандарта IEEE 802.15.3a.